# Port d'Orléans
Le port d'Orléans est un port fluvial ligérien français situé dans la ville d'Orléans dont l'existence est attestée avant la conquête de la Gaule par Jules César.
Le port a longtemps joué un rôle important comme entrepôt général à mi-chemin entre l'océan Atlantique et la vallée du Rhône, ainsi que comme centre d'approvisionnement de Paris, mais son activité a décliné rapidement dès le milieu du XIXe siècle, sous la concurrence que la route et surtout le chemin de fer ont imposée au transport fluvial, pour s'éteindre dans le courant du XXe siècle.

## Une situation géographique privilégiée
La ville d'Orléans est située au point de convergence de trois grandes routes naturelles : le cours supérieur de la Loire qui la relie à la vallée du Rhône, par où arrivent les produits d'origine méditerranéenne ; son cours inférieur qui la relie à la côte atlantique, par où arrivent les produits d'origine atlantique ; et enfin la route naturelle de terre vers le Nord qui la relie à la capitale, complétée à partir de la fin du XVIIe siècle par le canal d'Orléans.
La Loire, qui s'écoule d'est en ouest dans son cours moyen et inférieur, situation unique parmi les grands fleuves européens, présente l'avantage de pouvoir être remontée à la voile de l'embouchure à Orléans.

## L'entrepôt général de la France

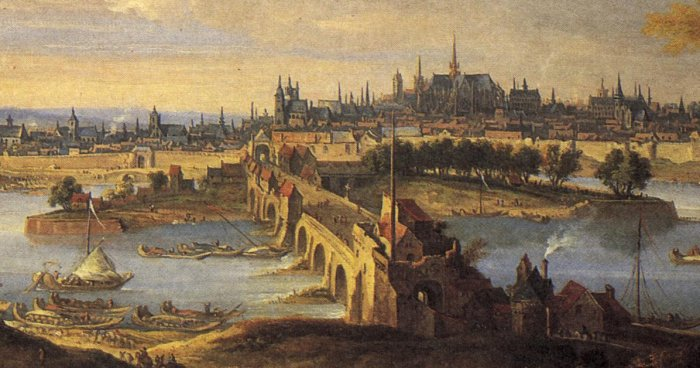
Le pont des Tourelles et le port sur la rive sud de la Loire vers 1690

Dès avant la conquête romaine, il existe en bord de Loire un entrepôt et un marché où résident des négociants romains, débouché commercial des céréales de la Beauce. Strabon, dans sa Géographie, qualifie la cité (Κήναβον) d'emporium des Carnutes (τὸ τῶν Καρνούντον ἑμπόριον). Nous savons par Jules César, qui installe à Cenabum (Orléans) un centre d'approvisionnement en grains, que la ville est déjà à l'époque un port fluvial actif, d'où des chargements de grains remontent et descendent la Loire sur des bateaux à fond plat.
Les relations les plus actives sont longtemps celles, par la Loire supérieure, avec Lyon, l'Italie, Marseille et les pays méditerranéens, d'où proviennent les cargaisons les plus précieuses, comme les vins, les huiles, les fruits de Provence, les draps d'or et de soie ; en témoigne encore en 1738 François de Baussan, l'intendant d'Orléans : « Au-dessus du Châtelet commence un port appelé de la Poterne, et c'est celui de toute la ville où les marchandises abordent en plus grande quantité ; ce sont même les plus précieuses, qui viennent de l'Italie, de Marseille, de Lyon et de toutes les provinces supérieures ». 
La navigation par la Loire inférieure, qui concerne principalement, depuis l'Antiquité, le transport du sel provenant de la région de Nantes, se diversifie pour devenir une part importante de l'activité du port à partir de la fin du XIIIe siècle, notamment avec le vin et le vinaigre d'Orléans, les poissons salés ou séchés, la laine d'Espagne, le cuivre ou le plomb, puis, au XVIe siècle avec la pêche à Terre-Neuve, pour atteindre son apogée dans la seconde moitié du XVIIe siècle grâce au commerce avec les Antilles, en particulier celui du sucre, dont les Orléanais deviennent les raffineurs les plus renommés du royaume au cours du XVIIIe siècle,. Les ardoises produites dans la région d'Angers constituent également, jusqu'à la Première Guerre mondiale, une part importante des cargaisons remontantes.
Ce trafic fluvial important fait que le XVIIIe siècle est un âge d'or pour la ville et permet à Régnard, procureur du roi au Bureau des finances de la cité, d'écrire en 1780 : « Orléans est l'entrepôt général de la France ».
À la fin du XVIIIe siècle, Orléans est, avec 40 000 habitants, la deuxième ville ligérienne par sa population, Nantes étant la première avec 80 000 habitants, Tours n'en comptant à l'époque que 20 000.

## Les aménagements du port

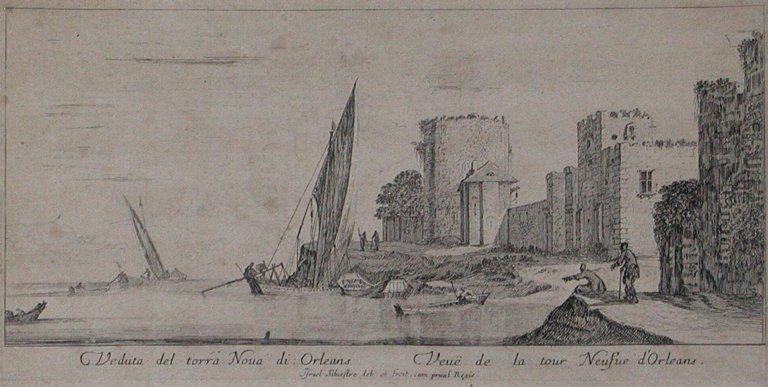
Vue de la tour Neuve d'Orléans au XVIIe siècle (Israël Silvestre)

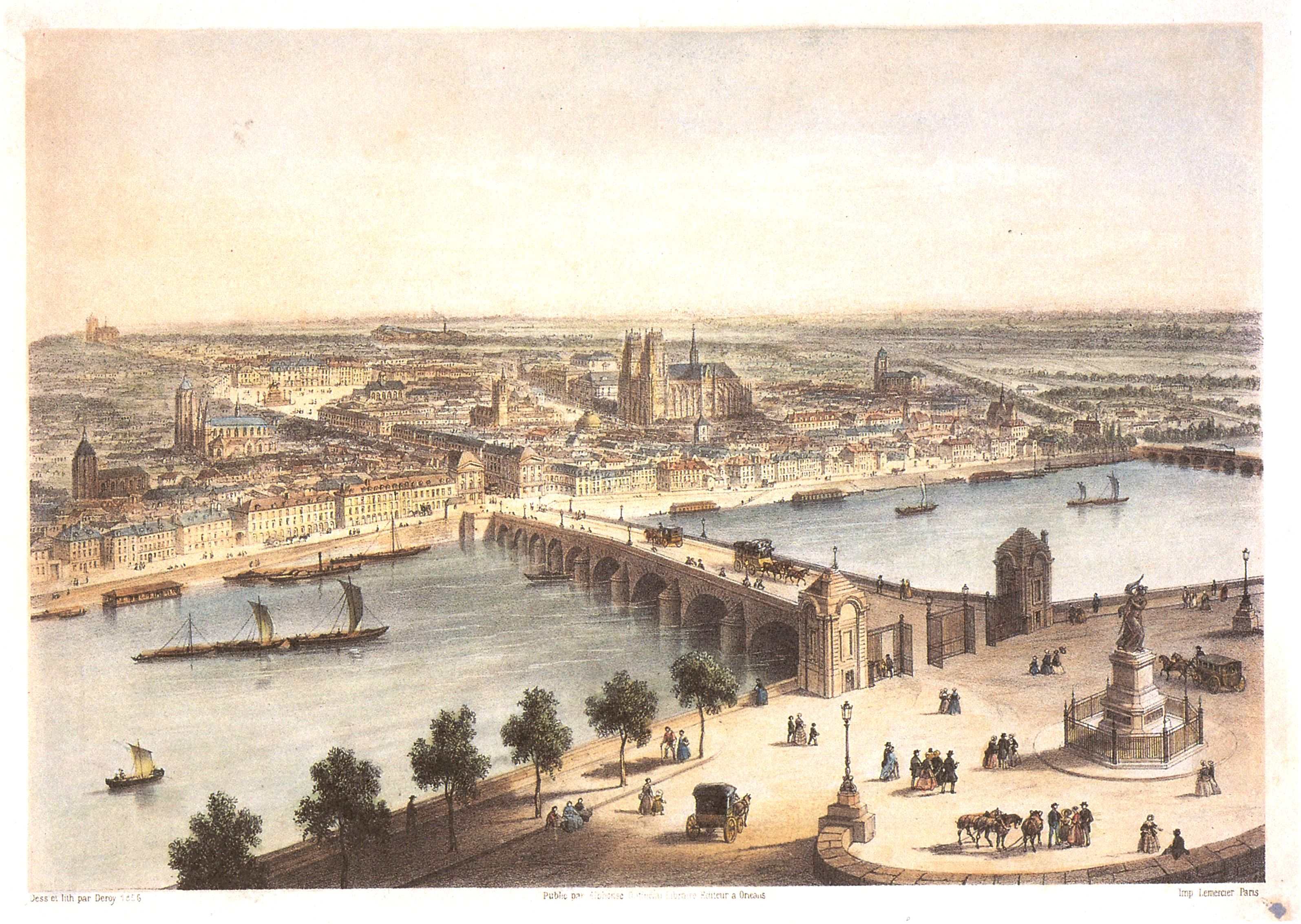
Vue vers le nord de la ville d'Orléans et du pont Royal en 1856. En aval du pont (rive nord à gauche), le port de Recouvrance, en amont (rive nord à droite) le port de la Poterne

Le port de Cenabum est situé en amont du pont sur la Loire, sur sa rive droite, là où deux minuscules affluents offraient, à leur embouchure sur le fleuve, un abri pour les bateaux. Il est destiné surtout à accueillir le trafic descendant. Des fouilles archéologiques effectuées en 1993 dans le « quartier Dessaux » ont permis de découvrir les vestiges de cinq quais, très en retrait de la berge actuelle, aménagés successivement au Ier siècle en gagnant progressivement sur le fleuve. Ces quais sont maintenus par une série de poteaux supportant un platelage en bois. Des vestiges de bâtiments, peut-être des entrepôts, présents jusqu'à la fin du Ier ou le début du IIe siècle, ont également été découverts.
Bien qu'on ne dispose d'aucune connaissance précise sur la création du port aval, il est probable qu'elle date de la même époque que celle du « bourg Dunois » ou Avenum, bourg marchand situé en aval du pont, à l'extérieur de l'enceinte fortifiée, et attesté dès l'année 1020.
À cette époque, le chargement et le déchargement des bateaux s'effectuent sur l'étroite bande de terre non aménagée située entre le fleuve et le mur d'enceinte ; l'accès à la ville n'est possible que par les quelques ouvertures pratiquées dans la muraille.
En 1356, l'enceinte est agrandie et englobe désormais le bourg Dunois, protégeant ainsi les deux ports amont et aval. Dans la deuxième moitié du XVe siècle, Louis XI fait aménager, le long des remparts, des remblais de terre consolidés par des fascines, premiers quais depuis l'époque gallo-romaine.
À son apogée, le port s'étend à la fois sur la rive nord, avec le port de la Poterne en amont du pont et le port de Recouvrance en aval, et sur la rive sud, aussi bien en amont qu'en aval du pont. La rive nord est réservée au chargement ou au déchargement rapide des bateaux. Elle offre plus de facilités que la rive sud, par sa proximité avec la ville et sa meilleure accessibilité en période de basses eaux, grâce à une digue submersible construite au milieu du fleuve, le duit. La rive sud est surtout utilisée par les bateaux qui font un séjour prolongé, ou dont le chargement est de moindre valeur,.
Le duit, qui est attesté dès 1360,, a bénéficié périodiquement d'opérations de prolongement ou de rehaussement,. Lors d'une « visitation générale » effectuée en 1684, il est reconnu comme « entièrement ruiné », et il est décidé d'engager sa remise à neuf aux frais du roi. L'opération la plus importante date de la seconde moitié du XVIIIe siècle où, dans le cadre des grands travaux qui voient notamment la construction du nouveau pont Royal, l'île médiane est rasée et le duit entièrement reconstruit.
Lors de ces grands travaux, les anciens remparts et le châtelet sont démolis, ce qui permet d'établir sur la rive droite des quais en pierre plus spacieux pour les deux ports de la Poterne et de Recouvrance. Des rampes pavées sont construites pour faciliter les opérations de chargement et le déchargement, aussi bien sur la rive droite que sur la rive gauche, et des anneaux sont scellés pour faciliter l'amarrage des bateaux,.
Sous la monarchie de Juillet, il est décidé de créer un entrepôt destiné à remédier à l'irrégularité du transport fluvial. Celui-ci est d'abord installé en retrait du port de la Poterne, près de l'église Saint-Euverte, en 1831, puis à proximité immédiate de la Loire en aval du port de Recouvrance, quai Saint-Laurent. L'activité portuaire, en particulier l'arrivée de sucres bruts des Antilles, étant en déclin, il s'avère assez rapidement inutile.

## Les ports en relation commerciale avec Orléans
Le commerce avec Marseille est longtemps resté le plus actif. En relation avec tout le bassin méditerranéen, mais aussi, par le détroit de Gibraltar, avec l'Atlantique, Marseille tire avantage, depuis 1669, de son statut de port franc. Les relations avec Nantes se développent à partir de la deuxième moitié du XVIIe siècle, pour devenir prépondérantes, grâce au commerce colonial avec les Antilles, source de profits importants,.

### Le commerce avec Marseille

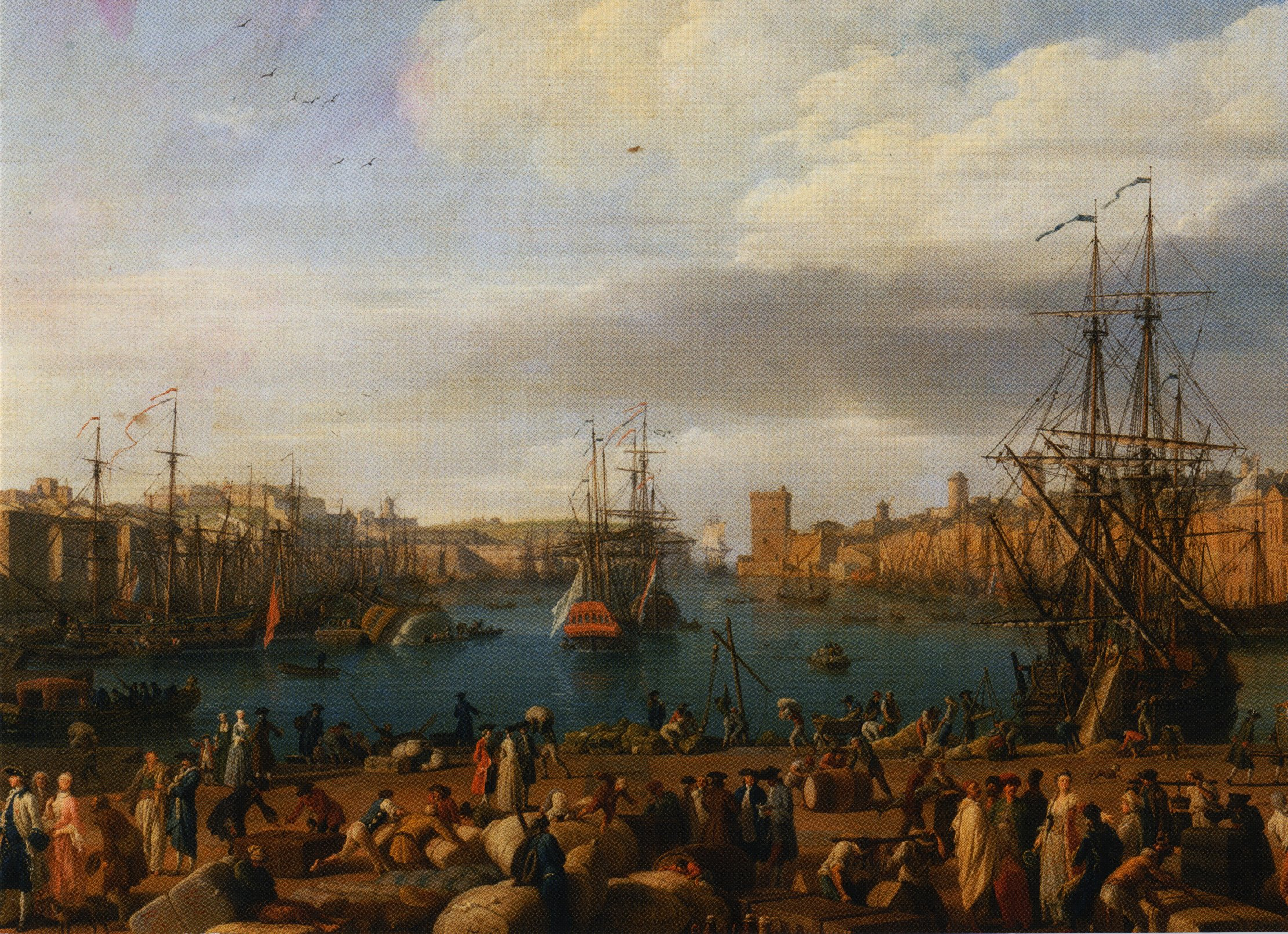
Le port de Marseille en 1754 (Claude Joseph Vernet)

Orléans envoie à Marseille sa production de « bonnets façon de Tunis », destinée à être embarquée vers diverses destinations de la côte méditerranéenne d'Afrique du Nord (Barbarie) et de l'Empire ottoman.
Cependant, la plus grande partie du commerce entre les deux villes se fait dans le sens Marseille-Orléans. Aux produits en provenance du bassin méditerranéen arrivant dans le port de Marseille, dont la ville a le monopole du commerce, s'ajoutent les productions locales de Marseille et de la Provence. On transporte ainsi vers Orléans huile d'olive, vins, épices, coton, savon de Marseille, fruits de Provence.
Le transport s'effectue le plus souvent en remontant d'abord le Rhône jusqu'à Lyon dans des convois de barques reliées entre elles, halés à contre-courant par des chevaux et des bœufs ; les convois mettent en moyenne 30 à 40 jours pour effectuer le voyage d'Arles à Lyon. Il est possible, lorsque la rapidité du transport l'exige, d'utiliser les coches d'eau, qui ont le monopole du transport de voyageurs à la descente, mais qui remontent le plus souvent quasiment à vide ; ceux-ci mettent environ 8 jours pour relier Avignon à Lyon.
Arrivés à Lyon, les chargements sont débarqués au sud de la ville, puis transportés dans des charrettes jusqu'à Roanne, où ils sont embarqués sur la Loire ; le trajet de Roanne à Orléans prend environ 8 jours avant l'ouverture du canal latéral à la Loire. Dans certains cas, comme pour le coton qui redoute l'humidité, le trajet peut s'effectuer entièrement par voie de terre de Marseille à Roanne.
Les produits destinés à Paris ne passent cependant pas tous par la Loire et Orléans : la voie maritime par le détroit de Gibraltar jusqu'aux ports du Havre et de Rouen, plus longue mais moins coûteuse, est la plus courante au XVIIIe siècle. Ce transport est assuré principalement par les « navires malouins » qui écoulent à Marseille les morues qu'ils ont pêchées à Terre-Neuve, et chargent en retour du fret, pour des prix peu élevés.

### Le commerce avec Nantes

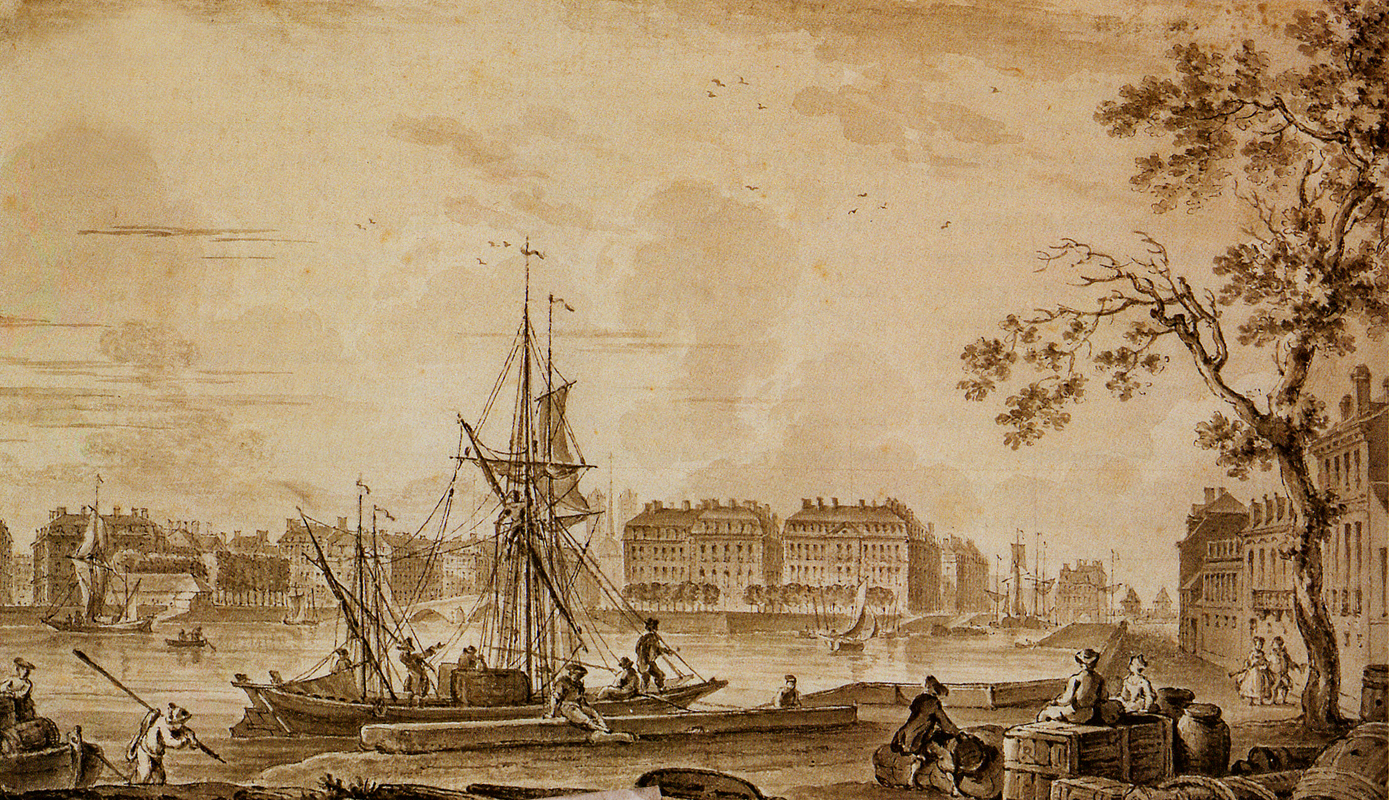
Le port de Nantes vers 1776 (attribué à Nicolas Ozanne)

Le commerce avec le port de Nantes est resté longtemps secondaire par rapport au commerce avec Marseille. Basé depuis l'Antiquité sur le sel produit dans le pays nantais, il ne prend de l'importance qu'à partir de la fin du XIIIe siècle, avec l'approvisionnement en poissons salés ou séchés, puis en produits provenant des relations maritimes de plus en plus larges de Nantes, comme la laine d'Espagne, le cuivre ou le plomb. Le commerce de Nantes s'accroît encore au XVIe siècle avec la pêche à Terre-Neuve.
Il atteint son apogée dans la seconde moitié du XVIIe siècle grâce au commerce avec les Antilles. Les liens économiques entre les deux villes deviennent dès lors très étroits. Les produits coloniaux dont Nantes assure le transport maritime sont également transformés et redistribués par Orléans, qui en retour fournit à Nantes divers produits destinés à alimenter, soit le commerce triangulaire fondé sur le système esclavagiste, soit le commerce « en droiture » avec les colonies.
Orléans fournit à Nantes la nourriture, les produits de consommation courante et le matériel destinés aux colonies ainsi qu'à l'avitaillement des bateaux assurant le commerce colonial. Un certain nombre constituent des productions orléanaises, comme les formes et les pots destinés à « terrer » et blanchir le sucre, ou encore les pierres à fusil,.
Parmi les produits coloniaux reçus par Orléans, c'est le sucre qui prend le plus d'importance pour la ville : Orléans transforme en effet la majorité du sucre brut arrivant à Nantes, les Orléanais en devenant les meilleurs raffineurs du royaume au cours du XVIIIe siècle,.

## L'approvisionnement de Paris

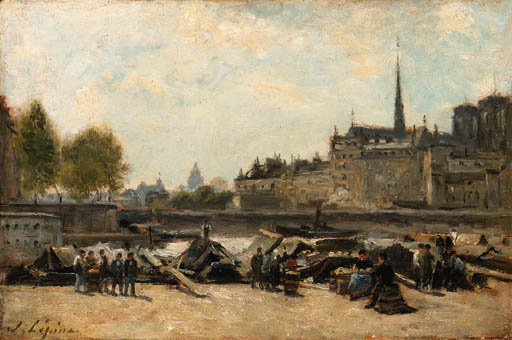
Le marché aux pommes, quai de Gesvres et quai de l'Hôtel de Ville (Stanislas Lépine)

Sa relative proximité d'Orléans (environ 120 km) et l'importance de sa population font de Paris un débouché naturel important pour les marchandises transportées sur la Loire, ainsi que pour les productions locales de la région orléanaise. Les liens entre les deux villes sont fort anciens, comme l'atteste la voie romaine qui reliait Cenabum et Lutèce. Après l'ouverture du canal de Briare en 1642, puis du canal d'Orléans en 1692, la communication entre les bassins fluviaux de la Loire et de la Seine s'en trouve encore facilitée, notamment pour les produits pondéreux.
Les vins sont acheminés à Paris par voie fluviale en empruntant le canal d'Orléans, le Loing, canalisé en 1723, puis la Seine. Aux vins d'aval (comme ceux de Touraine et d'Anjou) ou d'amont, s'ajoutent les productions locales, comme celles de la paroisse Saint-Marceau ou d'Olivet. C'est d'ailleurs à Saint-Marceau, sur la rive sud de la Loire, dans le quartier marinier du Portereau, qu'une bonne partie du vin est chargée.
Certains mariniers vont à Paris vendre au détail les fruits du Val de Loire, en installant leur chaland transformé en boutique sur le « marché aux pommes », quai de l'Hôtel de Ville.
Les marchandises non pondéreuses, comme l'épicerie, sont le plus fréquemment acheminées par la route, qui reste le moyen le plus direct et le plus rapide. Les voituriers par terre, ou rouliers, sont souvent des paysans qui trouvent ainsi un moyen de gagner de l'argent en dehors des périodes de travaux des champs. Le point de départ du roulage se situe place du Martroi.
Mais Orléans n'est pas le seul passage possible pour l'approvisionnement de Paris en produits arrivant de l'Atlantique : une partie arrive en effet par la Seine via les ports du Havre et de Rouen. La concurrence devient encore plus favorable à cette voie au XIXe siècle, lorsque le batellerie à vapeur permet de ne plus faire appel au halage, mettant fin au désavantage de la Seine que ses nombreux méandres entre Rouen et Paris ne permettent pas, contrairement à la Loire, de remonter entièrement à la voile,.

## Les activités liées au port
Outre les activités portuaires proprement dites, de chargement, déchargement et entreposage, et les activités de négoce présentes à Orléans depuis l'Antiquité, des activités de production bénéficiant de la facilité des importations et des exportations offertes par la présence du port, se sont créées, principalement dans le textile, le raffinage du sucre et la vinaigrerie.

### Les métiers du port
De nombreux métiers vivent, directement ou indirectement, de l'activité portuaire intense d'Orléans. L'entretien des bateaux demande des charpentiers, des fabricants de voiles, ainsi que de cordages, dont la fabrication s'effectue sur une île au centre de la Loire, la motte aux cordiers, ou sur la rive gauche, dans la plaine des cordiers. Les tonneaux, qui servent au transport de la plupart des marchandises, et pas uniquement à celui du vin ou du vinaigre, sont fabriqués ou réparés par les tonneliers. Le transport et la manutention demandent également de nombreux bras, ceux des haleurs, des portefaix ou autres déchargeurs, sans oublier les voituriers,,.
Les rives de la Loire attirent également d'autres activités qui ont besoin de son eau : la blanchisserie, le travail des cuirs et des peaux, ou la teinture des tissus. Le cours du fleuve lui-même est partagé entre divers usages : d'abord bien sûr les mariniers, mais aussi les pêcheurs et les meuniers, dont les moulins suspendus aux arches du pont ou les moulins-bateaux peuvent entraver la circulation fluviale, entrant alors en conflit avec les mariniers.

### Le négoce
Le fonctionnement en est ainsi décrit en 1737 par le maire et les échevins d'Orléans : « Le principal objet des négociants d'Orléans consiste dans la commission. Toutes les marchandises y sont adressées à des commissionnaires par l'entreprise desquels la correspondance et établie entre les marchands du lieu de l'envoi et ceux du lieu de la consommation. Ces marchandises se distribuent ensuite les unes pour le pays bas, et d'autres se transportent par terre à Paris, en Normandie, Picardie, Flandres, même en Allemagne ».
Le commerce, très florissant, est source de richesse pour les familles de négociants d'Orléans. Les marchands orléanais peuvent ainsi se faire bâtir de riches demeures, comme, au XVIe siècle, l'hôtel de style Renaissance d'Euverte Hatte (aujourd'hui Centre Charles Péguy), la maison de Jean d'Alibert ou la maison de la porte Renard construite pour Philippe Lendormy ; ou encore, à la fin du XVIIIe siècle, les hôtels jumelés construits rue de la Bretonnerie pour les frères Tassin par Pierre-Adrien Pâris, alors chargé des travaux de la cathédrale.
À l'époque, les familles de négociants orléanais ont souvent beaucoup d'enfants, et, pour éviter que le capital de l'entreprise de négoce soit divisé, la tradition veut que ce soit l'aîné qui reprenne le commerce, associé avec ses frères, qui souvent restent célibataires ; l'usage veut que deux ou trois des cadets soient hébergés et entretenus dans la maison familiale, les autres devant s'en aller ailleurs, l'un d'entre eux au moins embrassant alors la carrière ecclésiastique.
Le négoce jouant un rôle primordial dans l'économie d'Orléans, les marchands y sont extrêmement influents : « À Orléans, plus qu'en toute autre ville de la Loire, la bourgeoisie était formée de marchands, et nulle part l'alliance des intérêts municipaux et des intérêts commerciaux n'était plus intime et plus complète ».
Au XIXe siècle, le déclin des activités traditionnelles — textile et raffinage du sucre de canne — incite la bourgeoisie orléanaise à se tourner vers des activités de meilleure rentabilité, notamment l'investissement foncier dans les riches terres agricoles de la Beauce.

### Le textile

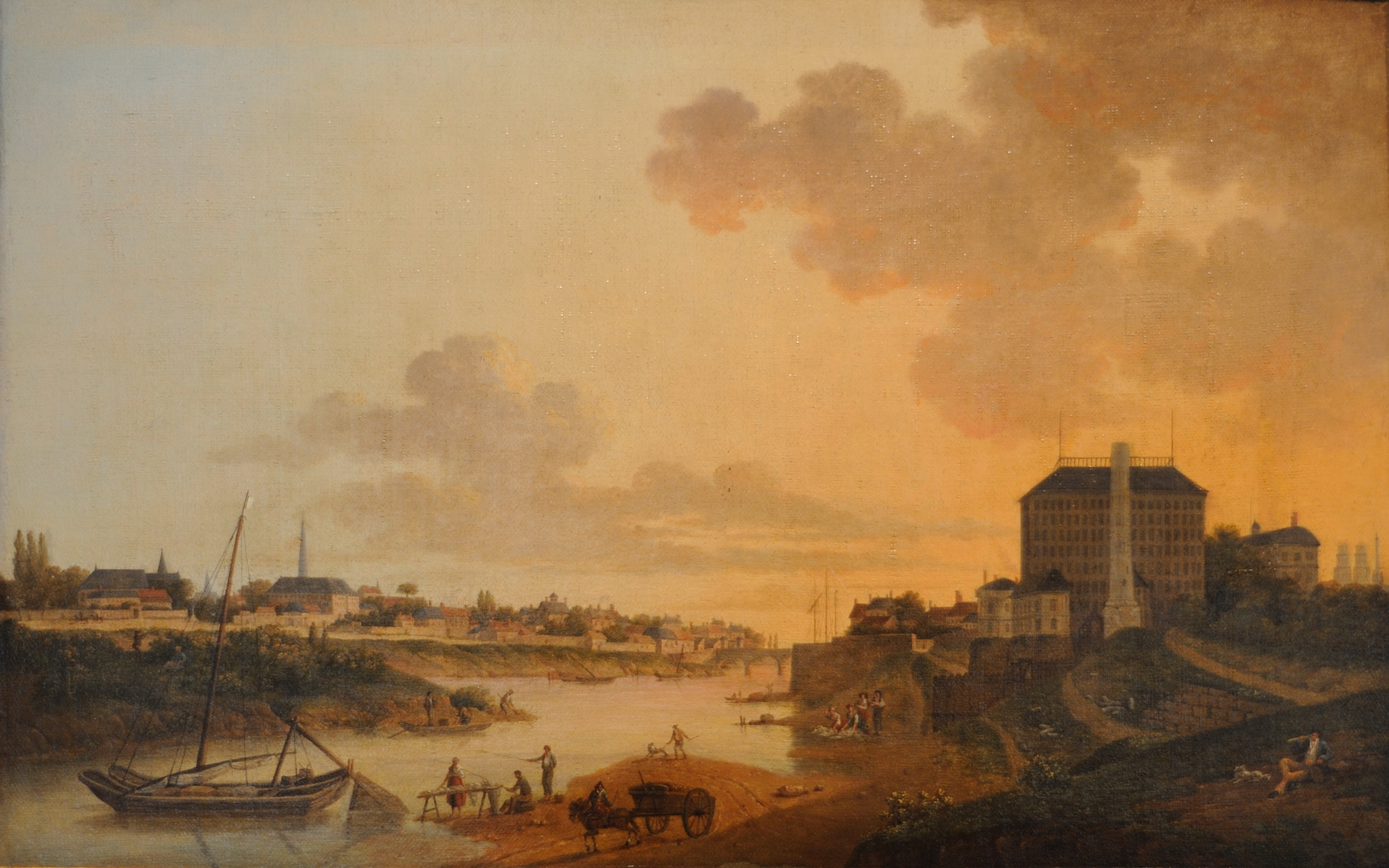
Vue de la filature de la Motte-Sanguin en 1815 (Gabriel Jean Louis Rabigot)

Au milieu du XVIIIe siècle, l'industrie dominante de la région est la bonneterie, qui, à son apogée en 1750, emploie environ 10 000 personnes. Les grands négociants orléanais se procurent la laine localement ou en Espagne, la font tricoter pour la plus grande partie par les femmes de paysans de la Beauce, et en assurent ensuite la commercialisation. Cela concerne, depuis la fin du règne de Louis XIV, les « bonnets façon de Tunis », qui, après avoir été tricotés en Beauce, sont teints en rouge à Orléans, mais aussi les gants, les chaussons, les bas ou les corsets. Aux productions tricotées s'ajoutent à partir de 1680 des fabrications au métier, réalisées principalement à Orléans même,,. Certains produits de luxe sont fabriqués en laine de vigogne, en provenance d'Amérique du Sud, très appréciée pour sa légèreté.
Cependant, la deuxième moitié du XVIIIe siècle voit une détérioration de la situation, due à la fois à une baisse de qualité liée a l'usage grandissant des métiers, et à des conditions extérieures défavorables, notamment la perte du Canada en 1763, qui constituait un débouché important, et la baisse de production lainière en France, qui impose d'avoir recours à des importations coûteuses. Benoist-Héry, qui voit dans des structures de production dépassées une des causes de cette détérioration, crée à la fin du siècle une manufacture de bonneterie, reconnue royale en 1774, au sein de laquelle l'ensemble des tâches est regroupée.
La filature de la Motte-Sanguin est créée à la fin du XVIIIe siècle à l'initiative du duc d'Orléans par l'Anglais Foxlow, à proximité immédiate du port de la Poterne. Elle est destinée à travailler le coton produit en Amérique, dont l'approvisionnement est assuré via le port de Rouen, la Seine et le canal d'Orléans. Cet énorme bâtiment de sept niveaux percés de 365 fenêtres, conçu par Benoît Lebrun, architecte de la ville d'Orléans, est la première filature de France prévue pour fonctionner à la vapeur. Bâtie de 1789 à 1791, elle subit de nombreuses vicissitudes pendant et après la Révolution, pour finalement être transformée en moulin à grains en 1823, avant d'être détruite par le feu en 1858,,.

### Le raffinage du sucre

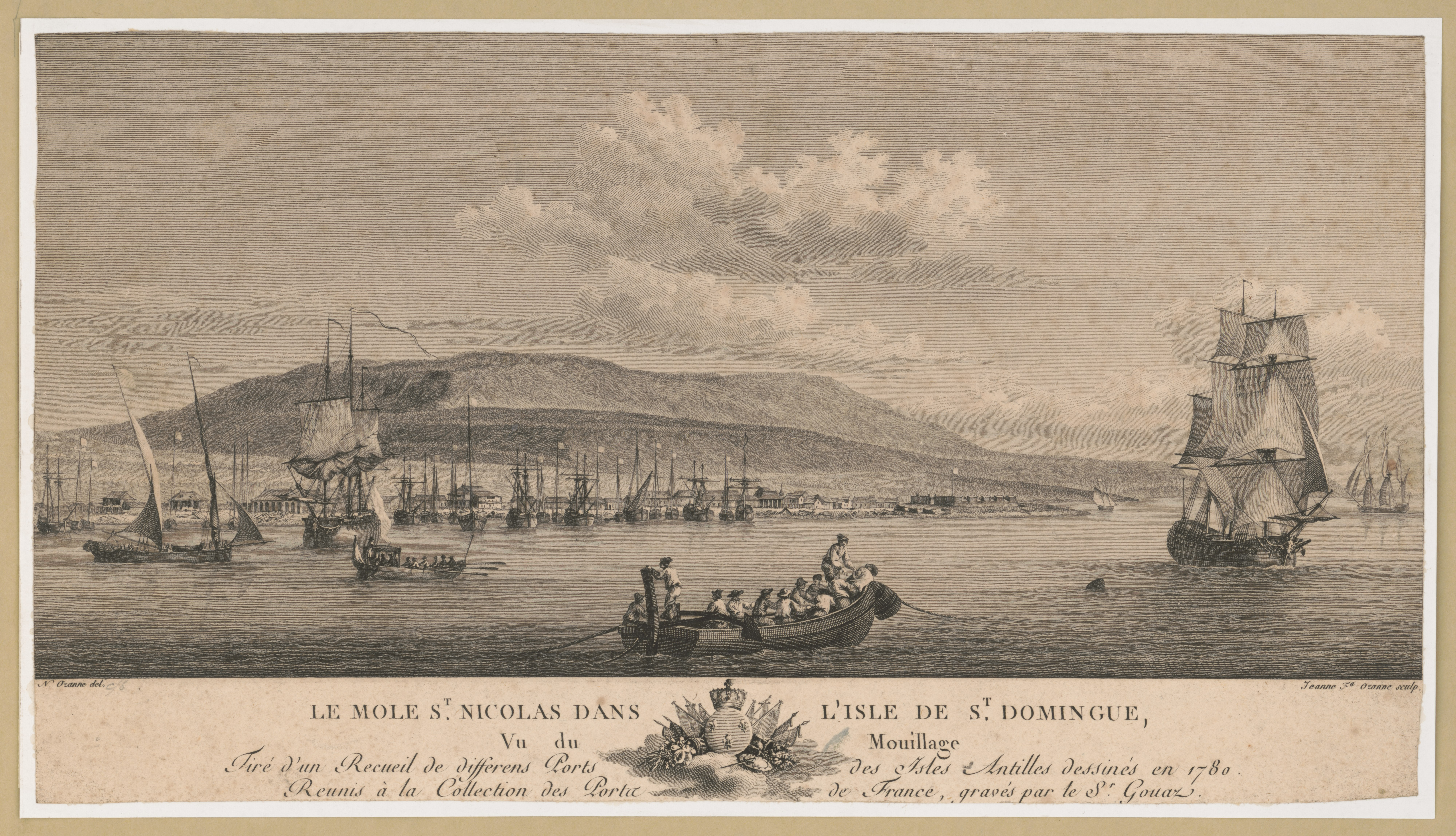
Saint-Domingue en 1780, vue du mole Saint-Nicolas (Pierre Ozanne)

La canne à sucre, cultivée principalement à Saint-Domingue,, subit une première transformation sur place pour obtenir des sucres bruts ou « moscouades ». La métropole possède le monopole du raffinage, grâce à deux interdictions : celle d'exporter des sucres bruts du royaume (1671), et celle de créer des raffineries aux Antilles (1684). Cette dernière interdiction est d'ailleurs partiellement tournée par la production locale de « sucre terré ».
Des raffineries de sucre sont créées à Nantes, Angers, Saumur et Orléans. La première raffinerie traitant le sucre brut en provenance des Antilles est créée à Orléans en 1653 par le Hollandais Vandebergue. La facilité du transport vers Paris par le canal d'Orléans, ainsi que la qualité du sucre orléanais, considéré à l'époque comme le meilleur de France, assure le succès de sa production, qui finit par supplanter celle des raffineries des autres villes ligériennes.
Le développement des raffineries entraîne celui d'activités annexes, comme la fabrication de chaudières, de moules à pain de sucre, de ficelles et de papier d'emballage des pains de sucre.
La fin du commerce colonial avec les Antilles dans la première moitié du XIXe siècle entraîne la fermeture des raffineries de sucre de canne, et leur remplacement par des raffineries de sucre de betterave.

### La vinaigrerie

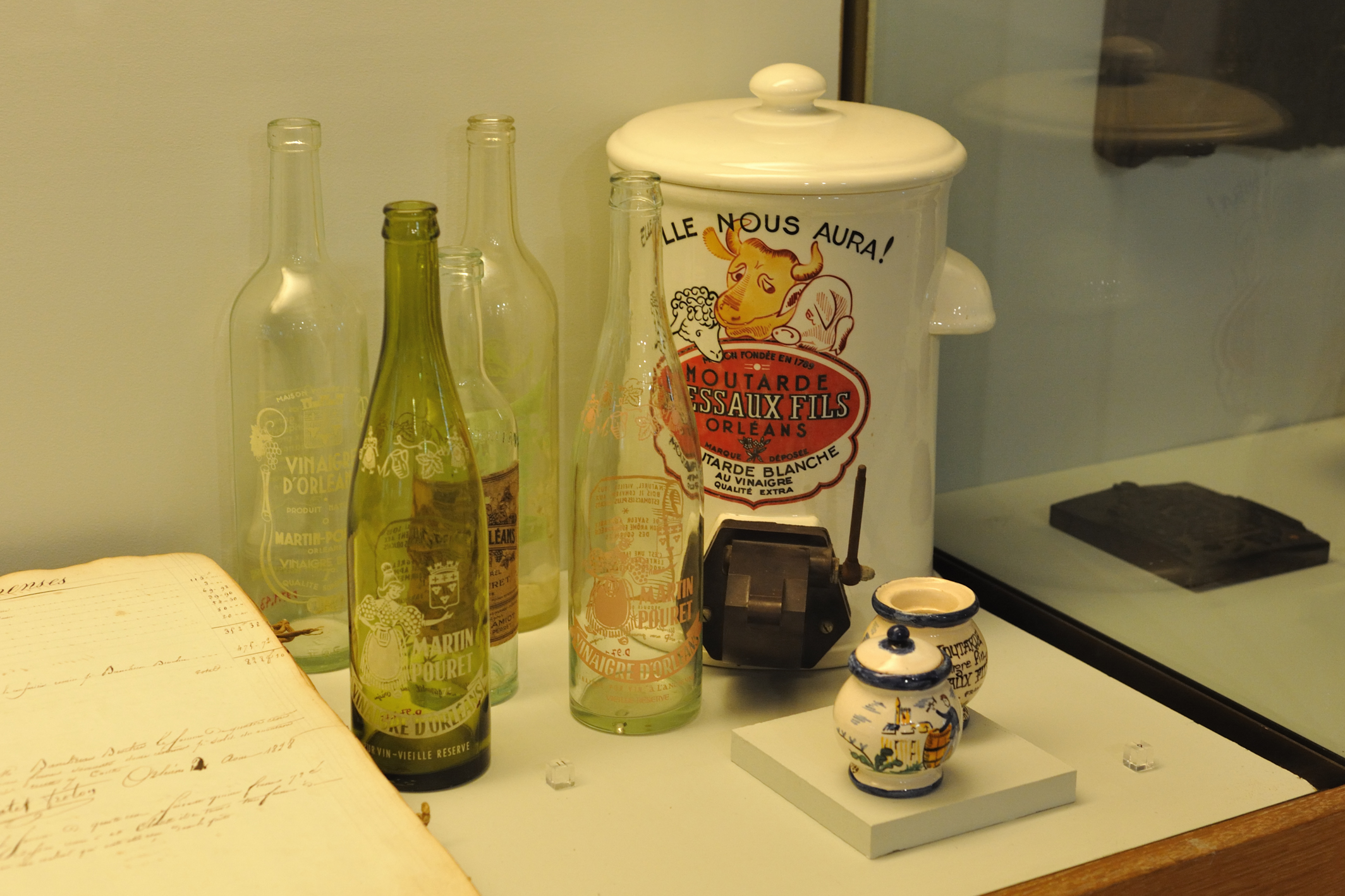
Bouteilles de vinaigre Martin Pouret et distributeur de moutarde Dessaux Fils

La production de vinaigre est une activité ancienne à Orléans ; elle a bénéficié de l'arrivée directe par le port de sa matière première : les vins provenant, soit de l'amont (Allier et Bourgogne), soit de l'aval (pays nantais et saumurois, Anjou et Touraine), et qui ont souffert pendant leur transport. Elle utilise aussi, parmi les vins de la production locale du vignoble orléanais, qui couvre environ 25 000 hectares à la fin du XVIIIe siècle, ceux dont la qualité est insuffisante, qui peuvent aussi être distillés pour produire de l'alcool. Dans la seconde moitié du XIXe siècle, le développement des chemins de fer permet aux vinaigriers de s'approvisionner dans des régions autres que la vallée de la Loire, comme la Sologne, le Poitou ou les Charentes.
La profession de vinaigrier, organisée en corporation depuis 1394, est libérée en avril 1777, mais la détérioration de la qualité et la baisse des prix des vinaigres qui en résultent suscitent la protestation des anciens vinaigriers, et les règles antérieures sont rétablies en janvier 1778. Le régime corporatif est définitivement aboli en mars 1791,.
En 1791, il existe à Orléans 200 fabricants de vinaigre. À cette phase artisanale succède une phase industrielle, avec la création de la maison Dessaux.

## Les bateaux de Loire
Les particularités de la navigation de Loire ont été à l'origine de divers types d'embarcations, chacun adapté à une utilisation particulière, mais qui ont en commun un faible tirant d'eau limitant le risque d'échouage sur les bancs de sable dont le cours de la Loire est parsemé.

### La navigation au courant et à la voile

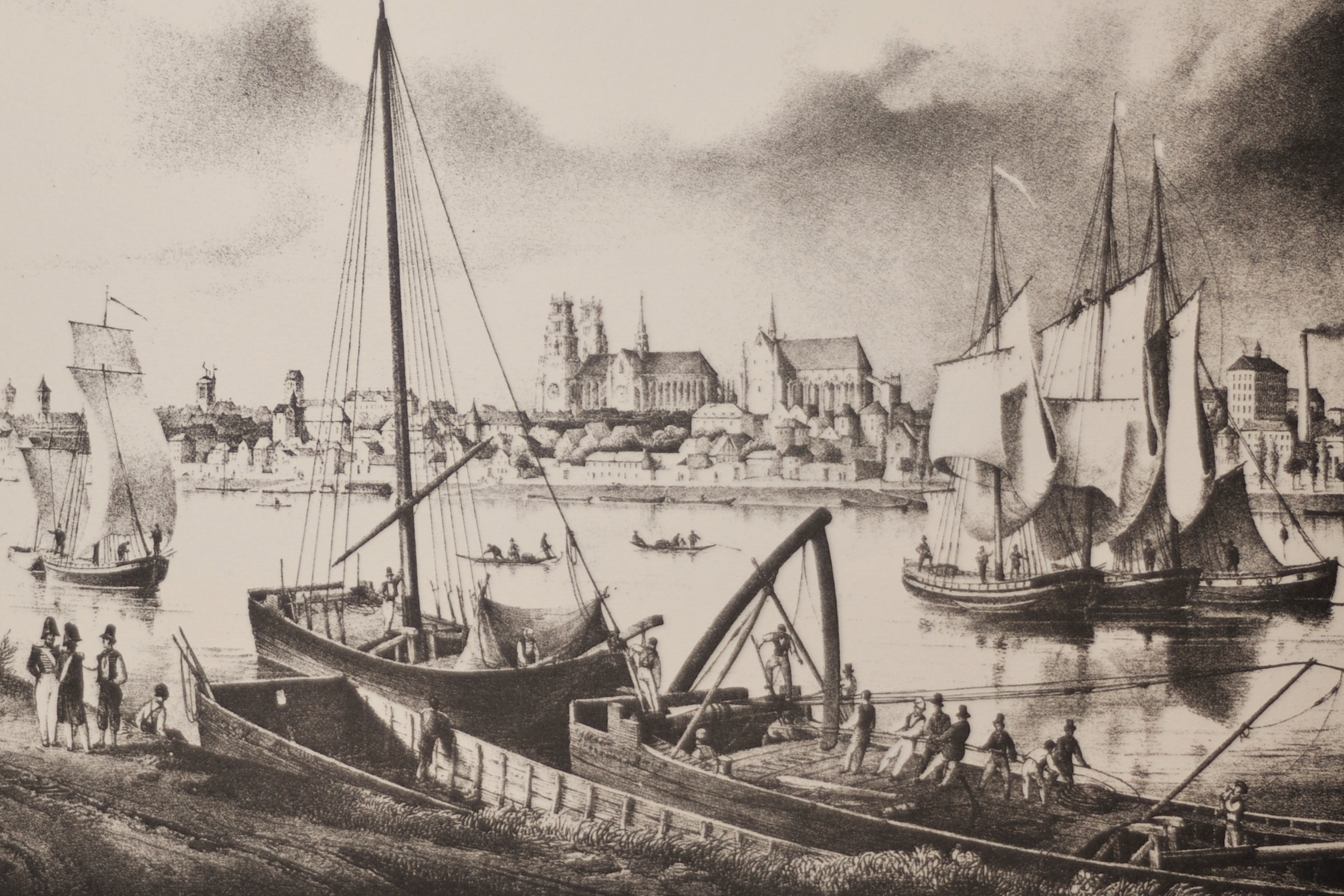
Vue d'Orléans en 1829 montrant divers bateaux de Loire, prise de la rive gauche (Charles Pensée)

C'est le mode unique de navigation de Loire jusqu'à la mise en service de bâtiments à vapeur. Il disparaît alors entièrement pour le transport de voyageurs, mais demeure présent pour le transport de fret.

#### Les sapines
Les sapines sont utilisées pour la descente, depuis les cours supérieurs de la Loire et de l'Allier, de bois, vins et poteries principalement. Ces embarcations sont conçues pour ne faire qu'un seul voyage : elles sont construites en sapin, matériau peu coûteux, de façon à être facilement démontables pour permettre la réutilisation du bois.

#### Les chalands
Les chalands ou gabares sont les plus nombreux ; ils circulent principalement entre Orléans et Nantes, aussi bien à le descente qu'à la remontée. La descente s'effectue grâce au courant, les mariniers assurant le guidage à l'aide de perches (les bâtons de quartier). La remontée se fait à la voile, grâce aux vents d'ouest dominants et à l'aide d'un gouvernail typique de ces embarcations, la piautre.
Les chalands sont le plus souvent utilisés en convoi de deux à huit bateaux, exceptionnellement dix, liés les uns aux autres. Généralement, seuls les deux ou trois premiers (la sentine-mère, le tirot et éventuellement le sous-tirot) portent une voile, les derniers (soubres et soubriquets) n'ayant ni voile ni gouvernail.

#### Les «cabanes»
Les cabanes, ou toues cabanées, sont des bateaux comportant un abri couvert en leur centre, utilisé à la descente pour le transport des voyageurs ; à la remontée, trop lente pour le trafic passagers, leur chargement est constitué de fret. Selon leur taille, ils peuvent emporter jusqu'à vingt personnes.

#### Les «bateaux accélérés»
La fin du XVIIIe siècle voit la création d'un service régulier entre Nantes et Orléans de bâtiments à voile appelés « bateaux accélérés », qui sont destinés à effectuer le voyage le plus rapidement possible, ne faisant plus d'escale pour vendre ou acheter des produits. Les horaires manquent cependant de régularité, des retards pouvant survenir en périodes de basses eaux ou lorsque le vent fait défaut.

### La navigation à vapeur

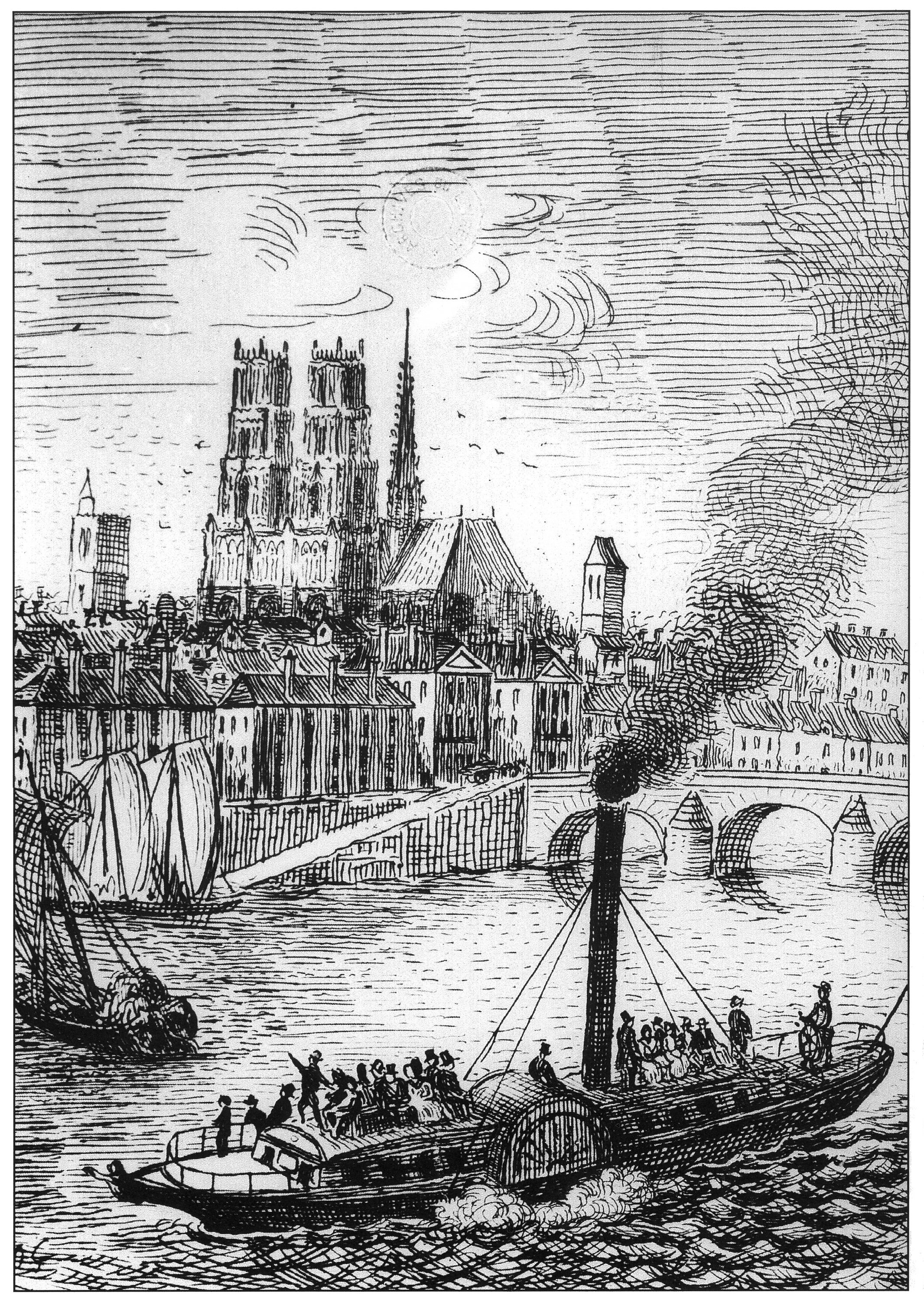
Inexplosible sur la Loire devant Orléans

Le Nantais, premier bateau à vapeur à effectuer la remontée de Nantes, arrive à Orléans le 1er mai 1823, mais son armateur, le négociant nantais Tranchevent, décide d'en limiter l'usage, ainsi que celui de son deuxième bâtiment, l'Angevin, au trajet Nantes-Angers.
Le transport régulier ne démarre que plusieurs années plus tard, par la « Société anonyme de la navigation accélérée sur la Loire et ses affluents par les Accélérés », dont le premier bâtiment effectuant le trajet Nantes-Orléans, la Ville de Nantes, arrive à Orléans le 1er mai 1829. En concurrence avec une autre société, la « Compagnie des Riverains du Haut de la Loire », les Accélérés cessent leur activité en 1832, et deviennent la « Compagnie de l'Aigle » ; celle-ci assure alors un service hebdomadaire entre Nantes et Orléans, par un seul bateau à vapeur, l'Aigle.
D'autres modèles de bateaux à vapeur sont construits par la suite, notamment des bâtiments légers à coque de tôle conçus par l'ingénieur anglais Thomson. À la suite de l'explosion de la chaudière de l'un de ces bâtiments, le Vulcain n° 1, qui entraîne six morts dont quatre enfants, un nouveau type de bateau à chaudière basse pression, qualifié d'« inexplosible », et propulsé par des roues à aubes, est mis en service. Les premiers ayant assuré la liaison Nantes-Orléans à partir de 1838 peuvent embarquer 150 passagers ; ils atteignent le nombre de dix dès 1840. Cinq bateaux supplémentaires sont affectés à partir de 1839 à la liaison Nantes-Nevers. Ces bateaux ont un tirant d'eau très faible : 28 cm pour une charge de onze tonnes. Les deux derniers Inexplosibles (n° 20 et n° 21), livrés en 1841, peuvent embarquer jusqu'à 250 passagers.

## L'apogée, l'arrivée du chemin de fer et le déclin

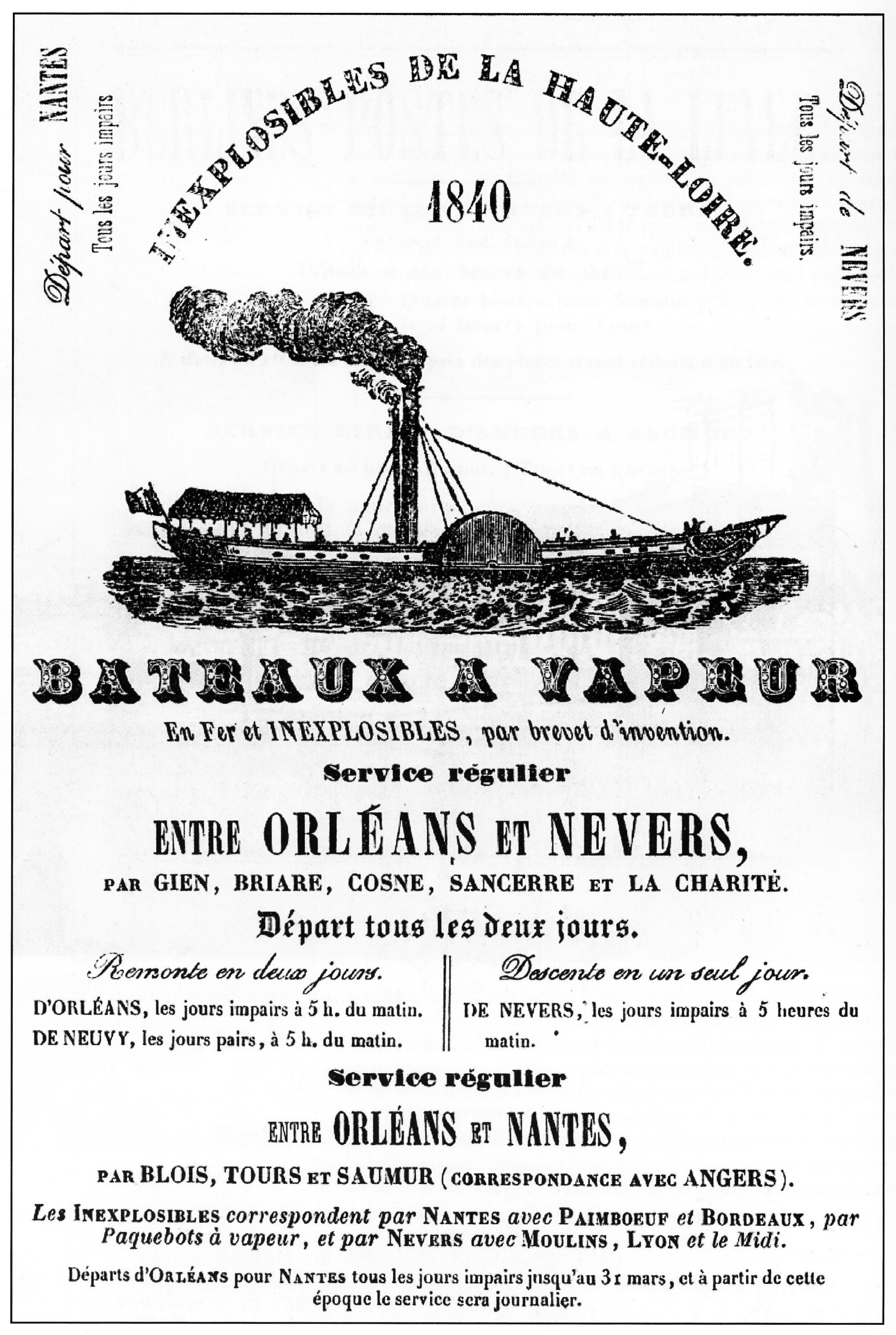
Fiche d'information de la Compagnie des Inexplosibles de la Haute-Loire en 1840

L'activité de la marine de Loire atteint son apogée vers 1840, au point que le port d'Orléans frise l'asphyxie ; un contemporain peut ainsi écrire à l'époque : « au mois de février 1844, une flotte comme depuis longtemps on n'en avait pas vu prenait voile dans le port d'Orléans. Du 7 au 13 février, 197 bateaux étaient entrés. Nos quais étaient encombrés de marchandises. Les bras manquaient pour le déchargement de ce fret important dont la valeur ne s'élevait pas à moins de 12 à 13 millions ».
L'activité ligérienne décline ensuite peu à peu, soumise à la fois à la concurrence de la navigation à vapeur sur la Seine pour le ravitaillement de Paris, et à celle du rail le long de la Loire.
La première liaison ferroviaire entre Paris et Orléans date de 1843. Pendant les quelques années où Orléans reste le terminus, le transport fluvial des passagers connait un renouveau, auquel l'ouverture complète de la liaison ferroviaire avec Tours (1846) puis Nantes (1851) met fin définitivement. Le rail récupère aussi peu à peu le transport des marchandises, le transport fluvial sur la Loire devant se contenter des matériaux lourds et volumineux. Le port est ainsi privé, dès le milieu du XIXe siècle, de la plus grande partie de son activité.
Ce déclin est déjà consommé vers 1856, lorsque le port est ainsi décrit dans un article du Journal du Loiret : « En voyant ce beau fleuve naguère sillonné sans cesse par une marine florissante et aujourd'hui jalonné rarement de quelques trains d'ardoise ou de charbon, cet entrepôt monumental dont les grilles se rouillent sans être ouvertes, ces vastes quais complètement déserts... il sent naître en lui un sentiment indicible de regret ».
Pour faciliter la navigation en amont du port, un prolongement du canal d'Orléans est ouvert en 1920 entre Orléans et Combleux, au débouché du canal dans la Loire, mais le déclin du trafic n'en est pas pour autant enrayé, et le canal finit par être déclassé en 1954 entre Combleux et Châlette-sur-Loing.

## Le port fluvial dans les années 2000
Les années 2000 voient la ville d'Orléans, que le déclin de l'activité portuaire avait détournée de la Loire, lancer des opérations destinées à redonner vie à son port fluvial, avec l'aide de l'agglomération et du département. Les plus notables sont l'organisation du festival de Loire, qui se tient depuis 2003 en septembre les années impaires, et la remise en état du canal entre Combleux et Orléans,.